# Europese auto in 1994
Dit artikel geeft een overzicht van alle Europese en Zuid-Afrikaanse personenwagens die in 1994 op de markt kwamen. De auto's staan alfabetisch gerangschikt per merk.

## West-Europa
| Arton |                  | concern:                      | onafhankelijk |
| Arton | divisie:         |                               |               |
| Arton | merk:            | Arton Duitsland               |               |
| Arton | model:           | Birdie (elektrische roadster) |               |
| Arton | einde productie: | 1999                          |               |
| Arton | productieaantal: | ?                             |               |

| Aston Martin |                  | concern:                         | Ford Motor Company Verenigde Staten |
| Aston Martin | divisie:         |                                  |                                     |
| Aston Martin | merk:            | Aston Martin Verenigd Koninkrijk |                                     |
| Aston Martin | model:           | Lagonda Limited / Vignale        |                                     |
| Aston Martin | einde productie: | 1994 / 1999                      |                                     |
| Aston Martin | productieaantal: | ?                                |                                     |

| Audi |                  | concern:                                                                                             | Volkswagen AG Duitsland |
| Audi | divisie:         | |                         |
| Audi | merk:            | Audi Duitsland                                                                                       |                         |
| Audi | model:           | RS2 (krachtiger variant van de S2 Avant uit 1993, in samenwerking met en geassembleerd door Porsche) |                         |
| Audi | einde productie: | 1996                                                                                                 |                         |
| Audi | productieaantal: | 2891                                                                                                 |                         |

| Audi |                  | concern:                                                                           | Volkswagen AG Duitsland |
| Audi | divisie:         |                                                                                    |                         |
| Audi | merk:            | Audi Duitsland                                                                     |                         |
| Audi | model:           | A6 sedan / A6 Avant stationwagen / S6 sedan / S6 Avant stationwagen (1e generatie) |                         |
| Audi | einde productie: | 1997                                                                               |                         |
| Audi | productieaantal: | ?                                                                                  |                         |

| Audi |                  | concern:       | Volkswagen AG Duitsland |
| Audi | divisie:         |                |                         |
| Audi | merk:            | Audi Duitsland |                         |
| Audi | model:           | A8             |                         |
| Audi | einde productie: | 1998           |                         |
| Audi | productieaantal: | ?              |                         |

| Bentley |                  | concern:                    | Rolls-Royce Motors Verenigd Koninkrijk |
| Bentley | divisie:         |                             |                                        |
| Bentley | merk:            | Bentley Verenigd Koninkrijk |                                        |
| Bentley | model:           | Turbo S                     |                                        |
| Bentley | einde productie: | 1995                        |                                        |
| Bentley | productieaantal: | 60                          |                                        |

| BMW |                  | concern:                | onafhankelijk |
| BMW | divisie:         |                         |               |
| BMW | merk:            | BMW Duitsland           |               |
| BMW | model:           | 3-serie (E36/5) Compact |               |
| BMW | einde productie: | 2000                    |               |
| BMW | productieaantal: | ?                       |               |

| BMW |                  | concern:      | onafhankelijk |
| BMW | divisie:         |               |               |
| BMW | merk:            | BMW Duitsland |               |
| BMW | model:           | 7-serie (E38) |               |
| BMW | einde productie: | 2001          |               |
| BMW | productieaantal: | ?             |               |

| BMW |                  | concern:                                                                   | onafhankelijk |
| BMW | divisie:         |                                                                            |               |
| BMW | merk:            | BMW Duitsland                                                              |               |
| BMW | model:           | M3 cabriolet / sedan (E36; 2e generatie; sportieve variant van de 3-serie) |               |
| BMW | einde productie: | 1999 (cabriolet), 1998 (sedan)                                             |               |
| BMW | productieaantal: | 12.114 (cabriolet), 12.603 (sedan)                                         |               |

| Citroën |                  | concern:          | PSA Peugeot Citroën Frankrijk |
| Citroën | divisie:         |                   |                               |
| Citroën | merk:            | Citroën Frankrijk |                               |
| Citroën | model:           | Evasion           |                               |
| Citroën | einde productie: | 1997              |                               |
| Citroën | productieaantal: | ?                 |                               |

| De Tomaso |                  | concern:         | onafhankelijk |
| De Tomaso | divisie:         |                  |               |
| De Tomaso | merk:            | De Tomaso Italië |               |
| De Tomaso | model:           | Guara            |               |
| De Tomaso | einde productie: | ?                |               |
| De Tomaso | productieaantal: | ?                |               |

| Edran |                  | concern:     | onafhankelijk |
| Edran | divisie:         |              |               |
| Edran | merk:            | Edran België |               |
| Edran | model:           | Spyder       |               |
| Edran | einde productie: | ?            |               |
| Edran | productieaantal: | ?            |               |

| Ferrari |                  | concern:                   | FIAT Italië |
| Ferrari | divisie:         |                            |             |
| Ferrari | merk:            | Ferrari Italië             |             |
| Ferrari | model:           | F355 Berlinette/GTS/Spider |             |
| Ferrari | einde productie: | 1998/1999                  |             |
| Ferrari | productieaantal: | ?                          |             |

| FIAT |                  | concern:    | onafhankelijk |
| FIAT | divisie:         |             |               |
| FIAT | merk:            | FIAT Italië |               |
| FIAT | model:           | Ulysse      |               |
| FIAT | einde productie: | 1999        |               |
| FIAT | productieaantal: | ?           |               |

| FIAT |                  | concern:    | onafhankelijk |
| FIAT | divisie:         |             |               |
| FIAT | merk:            | FIAT Italië |               |
| FIAT | model:           | Coupe       |               |
| FIAT | einde productie: | ?           |               |
| FIAT | productieaantal: | ?           |               |

| Ford |                  | concern:                           | Ford Motor Company Verenigde Staten |
| Ford | divisie:         | Ford of Europe Verenigd Koninkrijk |                                     |
| Ford | merk:            | Ford Verenigde Staten              |                                     |
| Ford | model:           | Probe                              |                                     |
| Ford | einde productie: | 1998                               |                                     |
| Ford | productieaantal: | ?                                  |                                     |

| Hommell |                  | concern:          | onafhankelijk |
| Hommell | divisie:         |                   |               |
| Hommell | merk:            | Hommell Frankrijk |               |
| Hommell | model:           | Berlinette        |               |
| Hommell | einde productie: | 1995              |               |
| Hommell | productieaantal: | ?                 |               |

| Jaguar Daimler |                  | concern: | Ford Motor Company Verenigde Staten |
| Jaguar Daimler | divisie:         | |                                     |
| Jaguar Daimler | merk:            | Jaguar en Daimler Verenigd Koninkrijk |                                     |
| Jaguar Daimler | model:           | Jaguar XJ6 / XJ12 sedan (2e generatie, 2e serie; de X330 met verlengde wielbasis verscheen in 1995) Jaguar XJR (X306; krachtiger variant met supercharger) Daimler Six / Double Six (meest luxueuze variant; in Noord-Amerika onder de merknaam Vanden Plas verkocht) |                                     |
| Jaguar Daimler | einde productie: | 1997 |                                     |
| Jaguar Daimler | productieaantal: | 92.038 |                                     |

| Lancia |                  | concern:      | FIAT Italië |
| Lancia | divisie:         |               |             |
| Lancia | merk:            | Lancia Italië |             |
| Lancia | model:           | Delta 5p      |             |
| Lancia | einde productie: | 1999          |             |
| Lancia | productieaantal: | ?             |             |

| Land Rover |                  | concern:                                | BMW Duitsland |
| Land Rover | divisie:         |                                         |               |
| Land Rover | merk:            | Land Rover Verenigd Koninkrijk          |               |
| Land Rover | model:           | Range Rover vijfdeur-suv (2e generatie) |               |
| Land Rover | einde productie: | 13 december 2001                        |               |
| Land Rover | productieaantal: | 167.259                                 |               |

| Maserati |                  | concern:                             | FIAT Italië |
| Maserati | divisie:         |                                      |             |
| Maserati | merk:            | Maserati Italië                      |             |
| Maserati | model:           | Quattroporte IV sedan (4e generatie) |             |
| Maserati | einde productie: | 2001                                 |             |
| Maserati | productieaantal: | 2400                                 |             |

| Metrocab |                  | concern:                     | onafhankelijk |
| Metrocab | divisie:         |                              |               |
| Metrocab | merk:            | Metrocab Verenigd Koninkrijk |               |
| Metrocab | model:           | TTT                          |               |
| Metrocab | einde productie: | ?                            |               |
| Metrocab | productieaantal: | ?                            |               |

| Opel |                  | concern:         | General Motors Verenigde Staten |
| Opel | divisie:         |                  |                                 |
| Opel | merk:            | Opel Duitsland   |                                 |
| Opel | model:           | Omega - / deltak |                                 |
| Opel | einde productie: | 1998             |                                 |
| Opel | productieaantal: | ?                |                                 |

| Peugeot |                  | concern:          | PSA Peugeot Citroën Frankrijk |
| Peugeot | divisie:         |                   |                               |
| Peugeot | merk:            | Peugeot Frankrijk |                               |
| Peugeot | model:           | 306 cabriolet     |                               |
| Peugeot | einde productie: | 2003              |                               |
| Peugeot | productieaantal: | ?                 |                               |

| Peugeot |                  | concern:          | PSA Peugeot Citroën Frankrijk |
| Peugeot | divisie:         |                   |                               |
| Peugeot | merk:            | Peugeot Frankrijk |                               |
| Peugeot | model:           | 806               |                               |
| Peugeot | einde productie: | 2001              |                               |
| Peugeot | productieaantal: | ?                 |                               |

| Reliant |                  | concern:                    | onafhankelijk |
| Reliant | divisie:         |                             |               |
| Reliant | merk:            | Reliant Verenigd Koninkrijk |               |
| Reliant | model:           | Scimitar                    |               |
| Reliant | einde productie: | 1998                        |               |
| Reliant | productieaantal: | ?                           |               |

| Renault |                  | concern:                                       | onafhankelijk |
| Renault | divisie:         |                                                |               |
| Renault | merk:            | Renault Frankrijk                              |               |
| Renault | model:           | Laguna vijfdeurhatchback (1e generatie)        |               |
| Renault | einde productie: | 2002                                           |               |
| Renault | productieaantal: | 1.385.678 (inclusief de stationwagen uit 1995) |               |

| Rolls-Royce |                  | concern:                        | onafhankelijk |
| Rolls-Royce | divisie:         |                                 |               |
| Rolls-Royce | merk:            | Rolls-Royce Verenigd Koninkrijk |               |
| Rolls-Royce | model:           | Silver Spirit                   |               |
| Rolls-Royce | einde productie: | 1996                            |               |
| Rolls-Royce | productieaantal: | ?                               |               |

| Rover |                  | concern:                  | BMW Duitsland |
| Rover | divisie:         |                           |               |
| Rover | merk:            | Rover Verenigd Koninkrijk |               |
| Rover | model:           | 100 cabriolet             |               |
| Rover | einde productie: | 1995                      |               |
| Rover | productieaantal: | ?                         |               |

| Rover |                  | concern:                  | BMW Duitsland |
| Rover | divisie:         |                           |               |
| Rover | merk:            | Rover Verenigd Koninkrijk |               |
| Rover | model:           | 400 Tourer                |               |
| Rover | einde productie: | 1998                      |               |
| Rover | productieaantal: | ?                         |               |

| Rover |                  | concern:                  | BMW Duitsland |
| Rover | divisie:         |                           |               |
| Rover | merk:            | Rover Verenigd Koninkrijk |               |
| Rover | model:           | 600                       |               |
| Rover | einde productie: | 1998                      |               |
| Rover | productieaantal: | ?                         |               |

| Saab |                  | concern:                | General Motors Verenigde Staten |
| Saab | divisie:         |                         |                                 |
| Saab | merk:            | Saab Zweden             |                                 |
| Saab | model:           | 900 3p / 5p / cabriolet |                                 |
| Saab | einde productie: | 1998                    |                                 |
| Saab | productieaantal: | ?                       |                                 |

| SEAT |                  | concern:    | Volkswagen AG Duitsland |
| SEAT | divisie:         |             |                         |
| SEAT | merk:            | Seat Spanje |                         |
| SEAT | model:           | Córdoba 4p  |                         |
| SEAT | einde productie: | 1998        |                         |
| SEAT | productieaantal: | ?           |                         |

| Spectre |                  | concern:                    | onafhankelijk |
| Spectre | divisie:         |                             |               |
| Spectre | merk:            | Spectre Verenigd Koninkrijk |               |
| Spectre | model:           | R42                         |               |
| Spectre | einde productie: | 1997                        |               |
| Spectre | productieaantal: | ?                           |               |

| Vauxhall |                  | concern: | General Motors Verenigde Staten |
| Vauxhall | divisie:         | |                                 |
| Vauxhall | merk:            | Vauxhall Verenigd Koninkrijk |                                 |
| Vauxhall | model:           | Monterey RS drie- / LTD verlengde vijfdeur-suv-terreinwagen (badge-engineered 2e generatie Isuzu Trooper; Opels versie verscheen in 1992) |                                 |
| Vauxhall | einde productie: | 1997 (driedeur), 1999 (vijfdeur) |                                 |
| Vauxhall | productieaantal: | ca. 4000 (verkocht in het Verenigd Koninkrijk)                                                                                            |                                 |

| Volkswagen |                  | concern:             | onafhankelijk |
| Volkswagen | divisie:         |                      |               |
| Volkswagen | merk:            | Volkswagen Duitsland |               |
| Volkswagen | model:           | Polo                 |               |
| Volkswagen | einde productie: | 1999                 |               |
| Volkswagen | productieaantal: | ?                    |               |

| Wiesmann |                  | concern:           | onafhankelijk |
| Wiesmann | divisie:         |                    |               |
| Wiesmann | merk:            | Wiesmann Duitsland |               |
| Wiesmann | model:           | Mf                 |               |
| Wiesmann | einde productie: | ?                  |               |
| Wiesmann | productieaantal: | ?                  |               |

## Oost-Europa
| ZAZ |                  | concern:       | onafhankelijk |
| ZAZ | divisie:         |                |               |
| ZAZ | merk:            | ZAZ Oekraïne   |               |
| ZAZ | model:           | Slavuta (1103) |               |
| ZAZ | einde productie: | ?              |               |
| ZAZ | productieaantal: | ?              |               |

| ZAZ |                  | concern:     | onafhankelijk |
| ZAZ | divisie:         |              |               |
| ZAZ | merk:            | ZAZ Oekraïne |               |
| ZAZ | model:           | Wagon (1105) |               |
| ZAZ | einde productie: | ?            |               |
| ZAZ | productieaantal: | ?            |               |

## Zuid-Afrika
| Mazda Ford |                  | concern:                                                                                                   | Ford Motor Company Verenigde Staten |
| Mazda Ford | divisie:         | Ford South Africa Zuid-Afrika                                                                              |                                     |
| Mazda Ford | merk:            | Mazda Japan, Ford Verenigde Staten                                                                         |                                     |
| Mazda Ford | model:           | Midge / Sting (Mazda), Tonic / Tracer (Ford) — vijfdeurhatchback (badge-engineered 7e generatie Mazda 323) |                                     |
| Mazda Ford | einde productie: | ca. 2003                                                                                                   |                                     |
| Mazda Ford | productieaantal: | ? |                                     |

| Mazda Ford |                  | concern:                                                                                                | Ford Motor Company Verenigde Staten |
| Mazda Ford | divisie:         | Ford South Africa Zuid-Afrika                                                                           |                                     |
| Mazda Ford | merk:            | Mazda Japan, Ford Verenigde Staten                                                                      |                                     |
| Mazda Ford | model:           | Bantam pick-up (Ford; 2e generatie; afgeleid van de Mazda 323) Rustler (Mazda; badge-engineered versie) |                                     |
| Mazda Ford | einde productie: | 2002 |                                     |
| Mazda Ford | productieaantal: | ? |                                     |